# Indian Ocean Island Games 2023
Die Indian Ocean Island Games 2023  (IOIG 2023) oder auf Französisch Jeux des Îles de l'océan Indien 2023 (JIOI 2023) fanden auf Madagaskar statt. Bei den Spielen 2023 handelt es sich um die 11. Veranstaltung der im Jahre 1979 gegründeten Indian Ocean Island Games, sie finden in der Regel alle vier Jahre statt. Sie finden vom 25. August bis zum 3. September 2023 in Madagaskar statt. Zu den teilnehmenden Ländern im Indischen Ozean gehören neben Madagaskar die Inselstaaten,  Seychellen, Malediven, Komoren, Mayotte, Mauritius und das französische Übersee-Département La Réunion.
Zunächst wurden die Indian Ocean Islands Games 2023 am 27. Juli 2019 an die Malediven vergeben. Die Malediven beantragten jedoch aufgrund der Covid-19-Pandemie und somit Schwierigkeiten bei der Organisation der Veranstaltung eine Verschiebung des Wettbewerbs auf 2025, was jedoch zunächst abgelehnt wurde. Im Dezember 2020 wurde dann die Organisation von den Malediven abgezogen und Madagaskar zugewiesen. Madagaskar wurde somit nach 1990 und 2007 zum dritten Mal zum Austragungsort.

## Ausrichtungsort
In Madagaskar war ursprünglich geplant, die 11. Spiele auf der ganzen Insel auszurichten, doch schließlich wurden sie exklusiv in der madagassischen Hauptstadt Antananarivo ausgetragen. Im Mai 2023 beschloss das Internationale Games Council aufgrund logistischer und organisatorischer Einschränkungen, alle außerhalb der Hauptstadt geplanten Veranstaltungen, nämlich Surfen, Bogenschießen, Segeln, Taekwondo, Rugby, Kickboxen, Reiten, Beachvolleyball und Strandfußball aus dem Programm zu streichen. Kickboxen und Taekwondo wurden schließlich wieder eingeführt, wodurch sich die Zahl der Sportarten im Programm auf 19 erhöhte.

## Kosten
Die Gesamtkosten der Veranstaltung betrugen 34 Milliarden Ariary – umgerechnet knapp 7 Mio. Euro – wobei diese nicht nur die Veranstaltungen finanzieren, sondern das Budget, neben der allgemeine Organisation und den Empfang der Delegationen, auch größere Renovierungen der Infrastruktur einbezieht. Dazu gehören im gesamten Stadtgebiet von Antananarivo zahlreiche Austragungsorte, wie Stadien, Schwimmbäder und Turnhallen, aber auch Umkleideräume und Toiletten.

## Maskottchen und Logo
Das diesmalige offizielle Logo de der Jeux des Iles de l'Ocean Indien Madagascar 2023 zeigt das ikonische Tier Madagaskars, den Lemur Catta mit seinem markanten langen, weiß-schwarz beringten Schwanz und dem grauen Körper. Das Logo-Design, es war das Ergebnis eines ausgeschriebenen Wettbewerbs, ist ein farbenfrohes Lemur mit bunt beringtem Schwanz, der eine gelb stilisierte Sonne umfassend.

## Unglück bei Eröffnungszeremonie
Bei der Eröffnungszeremonie am 25. August 2023 kam es am ehemaligen Stade Municipal de Mahamasina – seit der Renovierung 2020 genannt Kianja Barea (fr.: „Stade Barea“) – in Antananarivo zu einem Zwischenfall. Laut Angaben des madagassischen Premierministers Christian Louis Ntsay sollen bei einem Ansturm von Sportfans auf das Stadion mindestens 13 Menschen getötet und mindestens 107 Personen verletzt worden sein, die versuchten das Stadion zu betreten.

## Medaillen Spiegel
Die ersten beiden bei den Spielen am 26. August verliehen Goldmedaillen gingen an zwei madagassische Frauen in der Disziplin Gewichtheben, Rosina Randafiarison (45 kg, 23 Jahre) und Sabrina Ny Hasina Andriamitantsoa (49 kg, 25 Jahre).